# Phoenicocoris ponderosae
Phoenicocoris ponderosae är en insektsart som beskrevs av Schwartz och Stonedahl 2004. Phoenicocoris ponderosae ingår i släktet Phoenicocoris och familjen ängsskinnbaggar. Inga underarter finns listade i Catalogue of Life.